# Municipio de Doylestown
El municipio de Doylestown (en inglés: Doylestown Township) es un municipio ubicado en el condado de Bucks en el estado estadounidense de Pensilvania. En el año 2010 tenía una población de 17.619 habitantes y una densidad poblacional de 438.9 personas por km².

## Geografía
El municipio de Doylestown se encuentra ubicado en las coordenadas 40°18′46″N 75°07′37″O / 40.3129, -75.1270.

## Demografía
Según la Oficina del Censo en 2010 los ingresos medios por hogar en la localidad eran de $81,226 y los ingresos medios por familia eran $93,984. Los hombres tenían unos ingresos medios de $62,853 frente a los $2.13 para las mujeres. La renta per cápita para la localidad era de $38,031. Alrededor del 3,7% de la población estaban por debajo del umbral de pobreza.